# Svenska Dagbladet

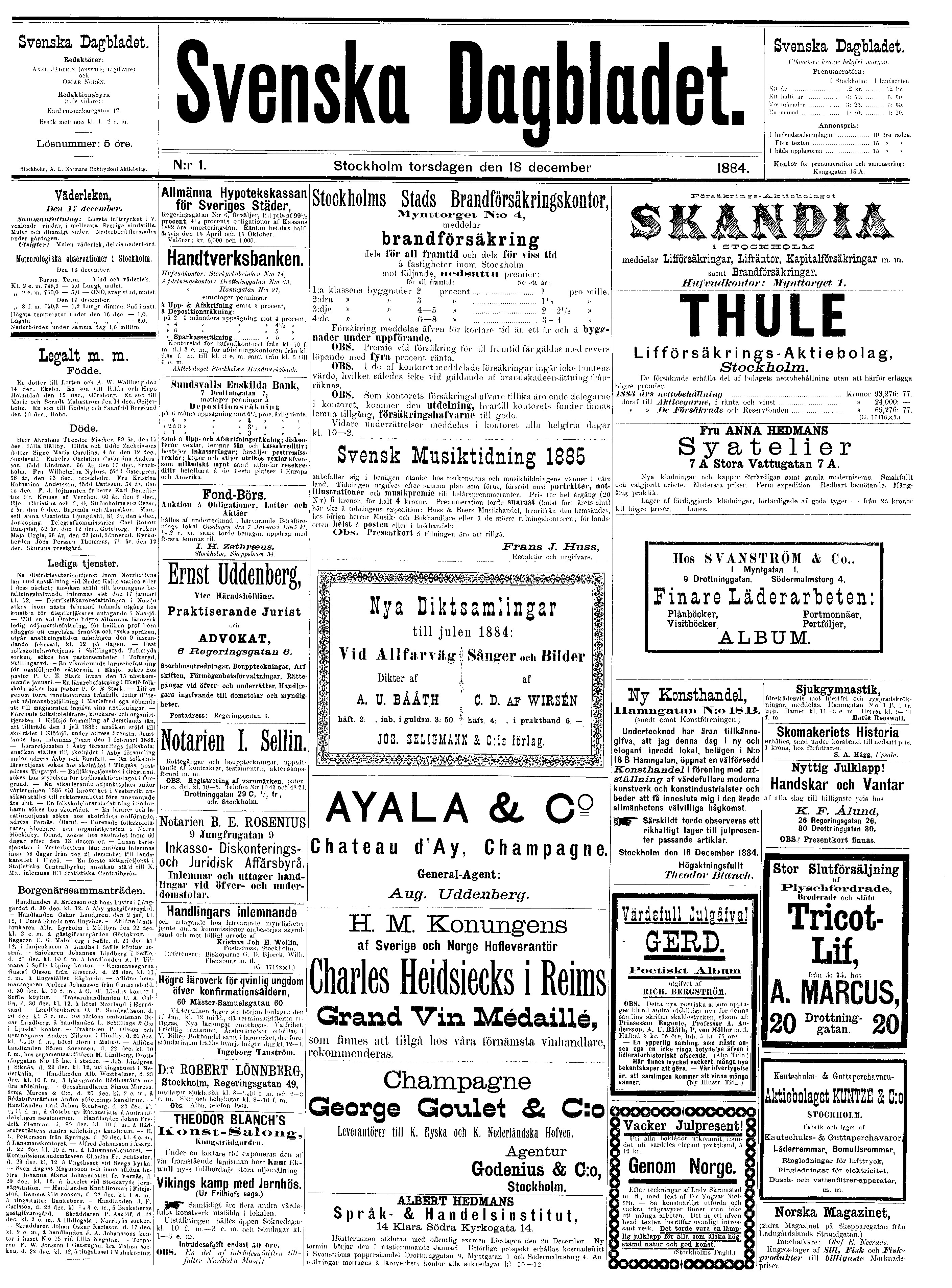
Prima pagina del primo numero di Svenska Dagbladet (18 dicembre 1884)

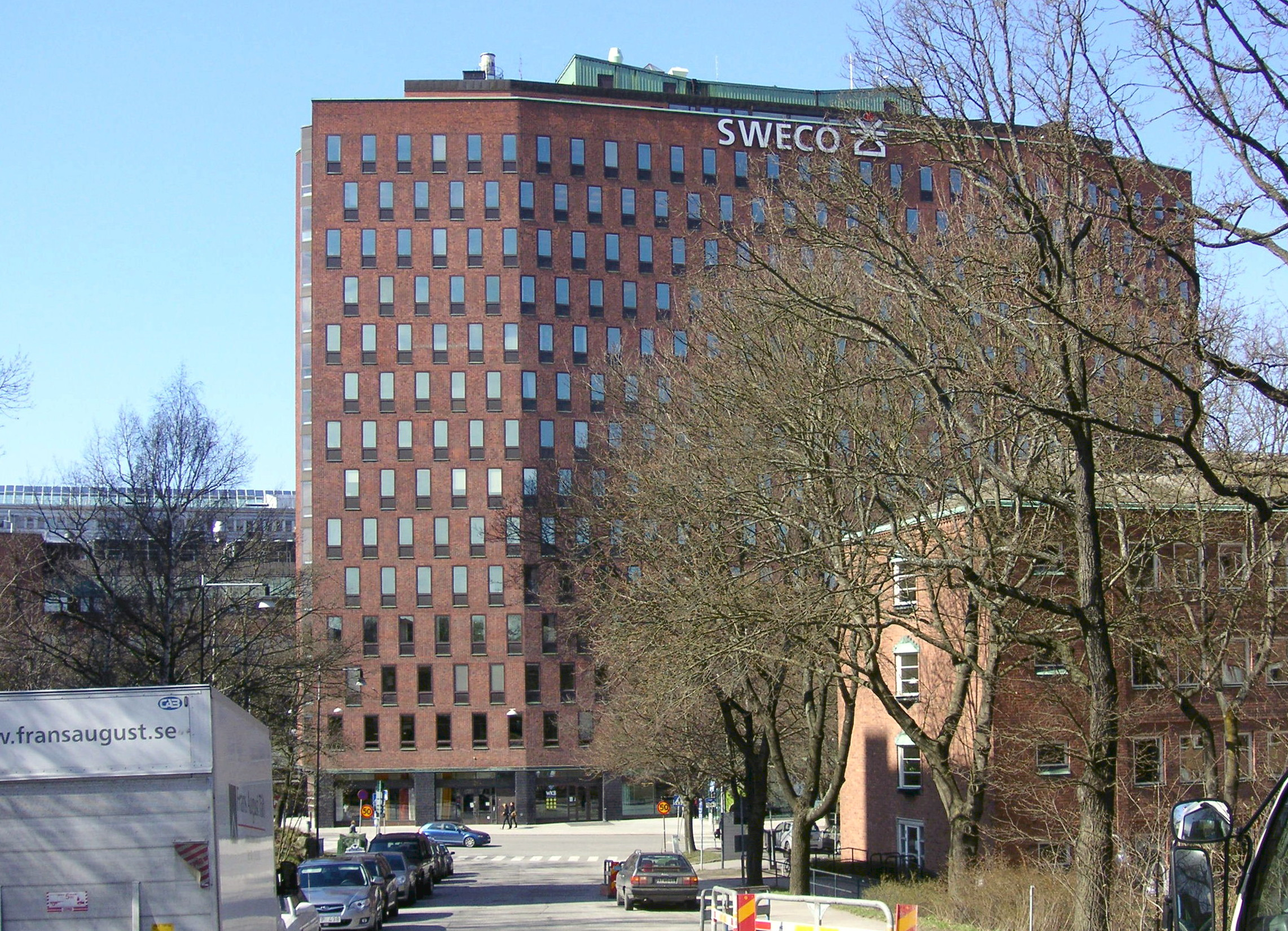
Anders Tengbom, edificio del Svenska Dagbladet a Stoccolma

Svenska Dagbladet è un quotidiano svedese fondato nel 1884.
Il giornale è pubblicato a Stoccolma e fornisce copertura di notizie nazionali e internazionali, nonché copertura locale della regione della Grande Stoccolma. I suoi abbonati sono concentrati nella capitale ma è distribuito anche nella maggior parte della Svezia.
Svenska Dagbladet è di proprietà di Schibsted che lo acquistò alla fine degli anni '90. La posizione dichiarata della pagina editoriale è "moderatamente indipendente" (oberoende moderat), il che significa che è indipendente ma aderisce al conservatorismo liberale del partito moderato. Nonostante questa posizione, il giornale è anche considerato conservatore.
Nel novembre 2000 Svenska Dagbladet ha cambiato il suo formato da broadsheet a tabloid. Nel 2005 il giornale ha avviato un portale web per notizie economiche insieme con Aftonbladet.
Dal 1925 Svenska Dagbladet assegna, alla fine di ogni anno, a uno sportivo o a una squadra un riconoscimento: la Svenska Dagbladets guldmedalj ("medaglia d'oro dello Svenska Dagbladet").
Essendo l'unico altro quotidiano svedese mattutino ad aspirare a una copertura nazionale e internazionale completa, Svenska Dagbladet è il principale rivale di Dagens Nyheter.